# Hypopterygium
Hypopterygium là một chi rêu trong họ Hookeriaceae.